# Тейлор, Джон (бас-гитарист)
Найджел Джон Тейлор (англ. Nigel John Taylor) (20 июня 1960) — бас-гитарист британской группы Duran Duran, игравшей в стиле «нью-вейв».

## Биография
Родился 20 июня 1960 года в Солихалле (графство Уэст-Мидландс). Джон был единственным сыном у своих родителей. Увидев интерес Джона к искусству, родители объездили с ним множество выставок и музеев. Но в 11 лет он повстречал своего будущего коллегу по группе Duran Duran Ника Роудса. В 14 лет начал играть на гитаре.
В 1978 году Джон и Ник решили создать группу. Состав её несколько раз менялся, пока в итоге не собрались все вместе Джон, Ник, Роджер и Энди Тейлоры (что любопытно, все три Тейлора не являются родственниками), а также вокалист Саймон Ле Бон. Название Duran Duran же возникло, когда ребята посмотрели фантастический фильм «Barbarella» с Джейн Фондой в главной роли.
В 1985 году Джон принимает участие в проекте Роберта Палмера, «Power Station».
В начале 90-х Джон познакомился с 17-летней Амандой де Кадене, начинающей актрисой. (В России её знают по фильму «Четыре комнаты», а также как одну из подруг Киану Ривза). 24 декабря 1991 года Тейлор состоялась свадьба. 31 марта 1992 года родилась его единственная дочь — Атланта.
В 1997 году Джон принял решение покинуть Duran Duran. 19 января он объявил об это официально. В том же году вышел его сольный альбом Feelings Are Good and the Other Lies. Также Джон впервые попробовал себя в качестве киноактера, сыграв рок-звезду в фильме «Шугар Таун» режиссёра Эллисон Андерс.
В 2003-м принял участие в воссоединении Duran Duran в прежнем составе. В 2004 году вышел новый альбом коллектива Astronaut.